# Persone di cognome Monti
| Questa pagina contiene informazioni ricavate automaticamente dalle voci biografiche con l'ausilio del template Bio e di un bot. L'aggiornamento è periodico e automatico e ricostruisce completamente la pagina. Se manca una persona in questa lista, sei pregato di non aggiungerla, ma accertati piuttosto che la sua voce biografica contenga il template Bio e che i dati anagrafici siano correttamente compilati. Se il template Bio manca, inseriscilo tu stesso o, in alternativa, metti l'avviso {{tmp\|Bio}} che ne segnala la mancanza. Se i dati riportati sono sbagliati, correggi direttamente la voce biografica; le modifiche saranno visibili in questa lista entro pochi giorni. Per chiarimenti vedi il progetto antroponimi. La lista contiene solo le 101 persone che sono citate nell'enciclopedia e per le quali è stato implementato correttamente il template Bio. Pagina aggiornata al 23 giu 2025. |

Questa è una lista di persone presenti nell'enciclopedia che hanno il cognome Monti, suddivise per attività principale.

## Allenatori di calcio(1)
- Feliciano Monti, allenatore di calcio e calciatore italiano (Fratta Polesine, n. 1902 - Padova, † 1990)

## Allenatori di pallavolo(1)
- Luca Monti, allenatore di pallavolo italiano (Pavia, n. 1962)

## Arbitri di calcio(1)
- Fabio Monti, arbitro di calcio italiano (Senigallia, n. 1928 - Ancona, † 1997)

## Arbitri di calcio a 5(1)
- Roberto Monti, ex arbitro di calcio a 5 italiano (Forlì, n. 1959)

## Architetti(2)
- Filippo Monti, architetto italiano (Faenza, n. 1928 - Faenza, † 2015)
- Giovanni Giacomo Monti, architetto, scenografo e pittore italiano (n. 1620 - † 1692)

## Attori(1)
- Marcello Monti, attore e regista italiano (Motta d'Affermo)

## Attori teatrali(1)
- Luigi Monti, attore teatrale italiano (Napoli, n. 1836 - Milano, † 1904)

## Attrici(5)
- Carla Monti, attrice italiana (Milano, n. 1932 - Milano, † 2009)
- Carlotta Monti, attrice statunitense (Los Angeles, n. 1907 - Woodland Hills, † 1993)
- Ivana Monti, attrice italiana (Milano, n. 1947)
- Maria Amelia Monti, attrice italiana (Milano, n. 1962)
- Silvia Monti, attrice italiana (Venezia, n. 1946)

## Aviatori(2)
- Adriano Monti, aviatore e generale italiano (Terracina, n. 1893)
- Luigi Monti, aviatore italiano (Sansepolcro, n. 1911 - Sansepolcro, † 1980)

## Avvocati(2)
- Giovanni Battista Monti, avvocato, politico e notaio svizzero (Balerna, n. 1781 - Balerna, † 1859)
- Gustavo Monti, avvocato e politico italiano (Tolmezzo, n. 1844 - Pordenone, † 1913)

## Bobbisti(1)
- Eugenio Monti, bobbista italiano (Dobbiaco, n. 1928 - Belluno, † 2003)

## Botanici(1)
- Giuseppe Monti, botanico italiano (Bologna, n. 1682 - Bologna, † 1760)

## Calciatori(17)
- Alessandro Monti, calciatore italiano (Fratta Polesine, n. 1893 - Padova, † 1980)
- Andrés Monti, calciatore argentino
- Antonio Monti, calciatore argentino
- Ariano Monti, calciatore italiano (Ravenna, n. 1922)
- Bruno Monti, calciatore italiano (Thiene, n. 1915 - Thiene, † 1977)
- Enrique Monti, calciatore argentino (Buenos Aires)
- Eusebio Monti, calciatore argentino
- Giovanni Monti, calciatore e aviatore italiano (Fratta Polesine, n. 1900 - Desenzano del Garda, † 1931)
- Juan Monti, calciatore argentino (Romagna)
- Renzo Monti, calciatore italiano (Vercelli, n. 1893)
- Luis Monti, calciatore e allenatore di calcio argentino (Buenos Aires, n. 1901 - Escobar, † 1983)
- Luis Pedro Monti, calciatore argentino
- M. Monti, calciatore argentino
- Marco Monti, ex calciatore italiano (Monza, n. 1967)
- Mario Monti, calciatore argentino
- Patricio Monti, calciatore argentino (n. 1998)
- Renzo Monti, calciatore italiano (Casale Monferrato, n. 1919)

## Cantautori(1)
- Giangilberto Monti, cantautore, scrittore e drammaturgo italiano (Milano, n. 1952)

## Cardinali(1)
- Cesare Monti, cardinale italiano (Milano, n. 1594 - Milano, † 1650)

## Cestiste(1)
- Marina Monti, ex cestista italiana (Roma, n. 1960)

## Cestisti(1)
- Massimiliano Monti, ex cestista italiano (Roma, n. 1975)

## Ciclisti su strada(1)
- Bruno Monti, ciclista su strada italiano (Albano Laziale, n. 1930 - Albano Laziale, † 2011)

## Compositori(3)
- Elvio Monti, compositore, arrangiatore e direttore d'orchestra italiano (Genova, n. 1934)
- Gaetano Monti, compositore italiano (Napoli - Napoli)
- Vittorio Monti, compositore, violinista e direttore d'orchestra italiano (Napoli, n. 1868 - † 1922)

## Fotografi(1)
- Paolo Monti, fotografo italiano (Novara, n. 1908 - Milano, † 1982)

## Fumettisti(1)
- Vincenzo Monti, fumettista italiano (Milano, n. 1941 - Milano, † 2002)

## Funzionari(1)
- Domenico Monti, funzionario e politico italiano (Fermo, n. 1816 - Fermo, † 1873)

## Galleristi(1)
- Pio Monti, gallerista italiano (Pollenza, n. 1941 - Roma, † 2022)

## Generali(3)
- Edoardo Monti, generale italiano (Como, n. 1876 - † 1958)
- Ezio Monti, generale e aviatore italiano (Sesto San Giovanni, n. 1917 - Sesto San Giovanni, † 2012)
- Tommaso Monti, generale italiano (Forlì, n. 1868 - Monte San Gabriele, † 1917)

## Geografi(1)
- Urbano Monti, geografo e cartografo italiano (Milano, n. 1544 - Milano, † 1613)

## Giornalisti(2)
- Andrea Monti, giornalista italiano (Milano, n. 1955)
- Giommaria Monti, giornalista e autore televisivo italiano (Alghero, n. 1963)

## Giuristi(1)
- Andrea Monti, giurista e editore italiano (Pescara, n. 1967)

## Imprenditori(2)
- Attilio Monti, imprenditore italiano (Ravenna, n. 1906 - Cap d'Antibes, † 1994)
- Vincenzo Monti, imprenditore italiano (Civitella del Tronto, n. 1906 - Pescara, † 1981)

## Ingegneri(1)
- Coriolano Monti, ingegnere e politico italiano (Perugia, n. 1815 - Firenze, † 1880)

## Judoka(1)
- Michele Monti, judoka italiano (Rosignano Marittimo, n. 1970 - Roma, † 2018)

## Medici(1)
- Achille Monti, medico italiano (Arcisate, n. 1863 - Pavia, † 1937)

## Militari(2)
- Alessandro Monti, militare e patriota italiano (Brescia, n. 1818 - Torino, † 1854)
- Martin James Monti, militare statunitense (Saint Louis, n. 1921 - Fort Lauderdale, † 2000)

## Musicisti(1)
- Dan Monti, musicista e produttore discografico statunitense

## Parolieri(1)
- Maurizio Monti, paroliere e cantautore italiano (Roma, n. 1941 - Ariccia, † 2021)

## Patrioti(1)
- Giuseppe Monti, patriota e rivoluzionario italiano (Moresco, n. 1835 - Roma, † 1868)

## Pediatri(1)
- Alois Monti, pediatra austriaco (Abbiategrasso, n. 1839 - Vienna, † 1909)

## Piloti motociclistici(1)
- Baldassarre Monti, pilota motociclistico italiano (Casalmaggiore, n. 1961 - Sorbolo a Levante, † 2008)

## Pittori(7)
- Cesare Monti, pittore italiano (Brescia, n. 1891 - Bellano, † 1959)
- Francesco Monti, pittore italiano (Brescia, n. 1646 - Piacenza, † 1703)
- Francesco Monti, pittore e disegnatore italiano (Bologna, n. 1685 - Brescia, † 1768)
- Giovanni Battista Monti, pittore italiano (Genova - † 1657)
- Niccola Monti, pittore italiano (Pistoia, n. 1781 - Cortona, † 1864)
- Nicola Antonio Monti, pittore italiano (Ascoli Piceno, n. 1736 - † 1795)
- Virginio Monti, pittore italiano (Genzano di Roma, n. 1852 - Roma, † 1942)

## Pittrici(1)
- Eleonora Monti, pittrice e disegnatrice italiana (Brescia, n. 1727 - † 1762)

## Poetesse(1)
- Costanza Monti, poetessa italiana (Roma, n. 1792 - Ferrara, † 1840)

## Poeti(4)
- Achille Monti, poeta e letterato italiano (Roma, n. 1825 - Roma, † 1879)
- Giobatta Monti, poeta italiano (La Spezia - † 1615)
- Michelangelo Monti, poeta italiano (Genova, n. 1749 - Palermo, † 1823)
- Vincenzo Monti, poeta, scrittore e traduttore italiano (Alfonsine, n. 1754 - Milano, † 1828)

## Politici(6)
- Cesarino Monti, politico italiano (Saronno, n. 1947 - Roma, † 2012)
- Giovanni Napoleone Monti, politico italiano (Cunico, n. 1809 - † 1869)
- Lovro Monti, politico italiano (Tenin, n. 1835 - Tenin, † 1898)
- Mario Monti, politico e economista italiano (Varese, n. 1943)
- Maurizio Monti, politico italiano (Como, n. 1911 - † 1983)
- Renato Monti, politico e sindacalista italiano (Gardanne, n. 1921 - † 2001)

## Presbiteri(1)
- Santo Monti, presbitero e storico italiano (Como, n. 1855 - Como, † 1923)

## Registe(1)
- Adriana Monti, regista e sceneggiatrice italiana (Milano, n. 1951)

## Religiosi(1)
- Luigi Maria Monti, religioso italiano (Bovisio, n. 1825 - Saronno, † 1900)

## Scienziate(1)
- Rina Monti, scienziata italiana (Arcisate, n. 1871 - Pavia, † 1937)

## Scrittori(4)
- Augusto Monti, scrittore e docente italiano (Monastero Bormida, n. 1881 - Roma, † 1966)
- Luigi Monti, scrittore e diplomatico italiano (Palermo, n. 1830 - Palermo, † 1914)
- Luigi Monti, scrittore e farmacista italiano (Perugia, n. 1875 - Rapallo, † 1935)
- Mario Monti, scrittore, curatore editoriale e giornalista italiano (Milano, n. 1925 - Milano, † 1999)

## Scultori(3)
- Claudio Monti, scultore italiano (Roma - Napoli, † 1844)
- Gaetano Matteo Monti, scultore italiano (Ravenna, n. 1776 - Milano, † 1847)
- Raffaele Monti, scultore e poeta italiano (Milano, n. 1818 - † 1881)

## Sollevatori(1)
- Giulio Monti, sollevatore italiano (Marradi, n. 1889 - Genova, † 1960)

## Soprani(1)
- Marianna Monti, soprano italiano (Napoli, n. 1730 - Napoli, † 1814)

## Tenori(1)
- Nicola Monti, tenore italiano (Milano, n. 1920 - Fidenza, † 1993)

## Velocisti(1)
- Carlo Monti, velocista italiano (Milano, n. 1920 - Milano, † 2016)